# Sébastien Doubinsky
Sébastien Doubinsky est un écrivain, traducteur, poète et éditeur français né en 1963 à Paris.

## Parcours
Ayant passé une partie de son enfance aux États-Unis, Sébastien Doubinsky est resté très marqué par la culture et la contre-culture américaines et écrit aussi bien en anglais qu'en français. Il a enseigné l'anglais au lycée Le Corbusier à Poissy en région parisienne en 1998-2000.
Il enseigna l'anglais dans un lycée parisien de 2006 à 2007 avant de s'installer au Danemark. Il fonde en 2008 les éditions du Zaporogue.

## Engagement politique
En 2012, il soutient Jean-Luc Mélenchon, candidat du Front de gauche à l'élection présidentielle.

## Œuvres

### Romans publiés en français
- Les Vies parallèles de Nicolaï Bakhmaltov, Actes Sud[3], Arles, 1993 ; Publie.net[4], 2011.
- La Naissance de la télévision selon le Bouddha[5], Actes Sud, Arles, 1995.
- Fragments d’une révolution[6], Actes Sud, Arles, 1998.
- Mira Ceti[7], Éditions Baleine, Paris, 2001 - rééd. éditions Abstractions, 2021
- Les Ombres de la croix[8], Éditions Baleine, Paris, 2002.
- Les Frères de la côte[9], éditions Sansonnet, Lille, 2003.
- La Comédie urbaine, éditions Hors-Commerce, Paris, 2004.
- Le Livre muet[10], Le Cherche midi, Paris, 2007.
- Star, L'Écailler du Nord, Marseille, 2007.
- Les fantômes du soir[11], Le Cherche midi, Paris, 2008.
- Jours de lumière[12], Homecooking, Rennes, 2009.
- Quién es ?[13], Joëlle Losfeld, 2010.
- La Trilogie babylonienne[14], Joëlle Losfeld, 2011.
- Le Feu au royaume[15], L'Écailler, 2012.
- Absinthe, éditions Gwen Catala, 2019

### Romans publiés en anglais
- The Babylonian Trilogy[16], introduction de Michael Moorcock, PS Publishing, Hornsea, 2008.
- Absinth & The Song of Synth[17], PS Publishing, Hornsea, 2012.
- Goodbye Babylon[18], Black Coffee Press, 2012.
- The Song of Synth[19], Black Coffee Press, 2013.
- Days of light[20], Dynatox Ministries, 25 ex., 2013
- Missing Signal, 2018
- Invisible, 2020

### Romans publiés en danois
(traduits de manuscrits originellement écrits en anglais)
- Hvid Støj (La Naissance de la télévision selon le Bouddha), Éditions Modtryk, Aarhus, 1994.
- Gul Tyr (Taureau Jaune), Éditions Modtryk, Aarhus, 1995.
- Babylons Grønne Haver (Les Jardins de Babylone), Éditions Modtryk, Aarhus, 1995.

### Recueils de nouvelles publiés en français
- Peau d'orange, éditions du Zaporogue, 2009, E-Fractions Éditions[21], 2014
- La Solitude du baiseur de fond suivi de La bataille de Koursk, E-Fractions Éditions, 2014

### Recueils de poèmes publiés en français
- Cambodge Orchestre, Éditions Rafael de Surtis, Cordes-sur-Ciel, 2001.
- Exhibition coloniale, spoon Éditions, Paris, 2001.
- Poèmes de guerre, Poèmes pour T-Shirts, dessins de Jonas Lautrop, éditions du Zaporogue, 2009
- Paris à cinq kilomètres (anthologie 1991-2006), éditions du Zaporogue, 2009
- Danmark[22], les États civils, Marseille, 2011
- Pakèt Kongo[23], Mémoire d'encrier, Montréal, 2013

### Recueils de poèmes publié en anglais
- War poems, Iron-on Poems, dessins de Jonas Lautrop, éditions du Zaporogue, 2009
- Mothballs, Quantum Poems[24], Leaky Boot Press, 2013
- Spontaneous combustions, 57 non-haikus followed by Californian raisins[25], Leaky Boot Press, 2013
- Zen and the art of poetry maintenance[26], Leaky Boot Press, 2014
- Predominance of the Great, éditions du Zaporogue, 2016

### Essais publiés en français
- Le Manifeste du Zaporogue, Écrire, lire, publier, exister au temps des nouvelles guerres de religions[27], éditions du Zaporogue, 2009 et éditions Lunatique, 2017
- Lire, écrire, se révolter, éditions Gwen Catala, 2019

### Traductions en français
- D. James Eldon, Made in New York, Zanzibar éditions, collection "Histoires courtes", 2009
- Jerry Wilson, Prière pour ceux qui ne sont rien, Le Serpent à Plumes, 2018